# Saint-Amans, Ariège
Saint-Amans är en kommun i departementet Ariège i regionen Occitanien i södra Frankrike. Kommunen ligger  i kantonen Pamiers-Ouest som ligger i arrondissementet Pamiers. År 2020 hade Saint-Amans 41 invånare.

## Befolkningsutveckling
Antalet invånare i kommunen Saint-Amans
Referens: INSEE